# Szaporca
Szaporca là một thị trấn thuộc hạt Baranya, Hungary. Thị trấn này có diện tích 9,65 km², dân số năm 2010 là 238 người, mật độ 25 người/km².